# Witgezichtsaki
De witgezichtsaki of wanakal (Pithecia pithecia) is een apensoort die voorkomt in het noorden van Zuid-Amerika. Het dier behoort tot de familie van de sakiachtigen (Pitheciidae). De wetenschappelijke naam werd gepubliceerd door Carl Linnaeus in 1766.

## Uiterlijk

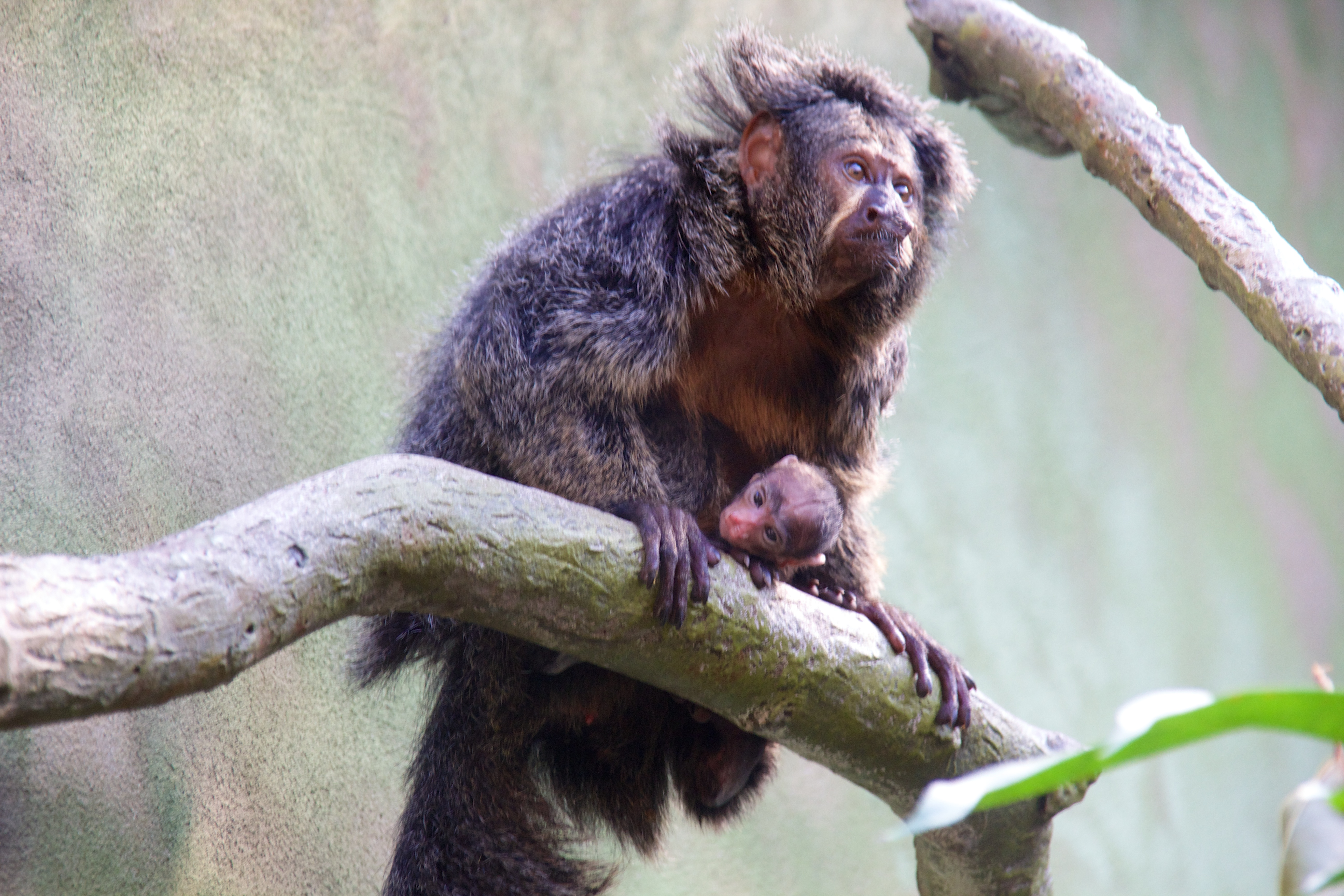
Vrouwtje met jong

De witgezichtsaki is vernoemd naar de witte gezichten die de mannetjes hebben, hoewel het meer crèmekleurig is dan wit. De rest van het lichaam van de mannetjes is zwart of bruin. De vrouwtjes zijn zwart of bruin en hebben een witte streep die loopt van onder de ogen tot de kin.
Witgezichtsaki's hebben een dikke waterdichte pels die hen beschermt tegen de vele regenbuien die in hun leefgebied voorkomen. Hun staart is ook lang en dik om hun evenwicht te bewaren. Zonder staart zijn ze ongeveer zo groot als een dwergkonijn. Met staart zijn ze ongeveer een kleine meter. De jongen lijken vlak na de geboorte altijd op een miniatuurvrouwtje. Pas na twee maanden krijgen de mannetjesjongen hun wittige tronie.

## Leefgebied en levenswijze
De witgezichtsaki komt voor in de tropische regenwouden van Brazilië, Frans-Guyana, Guyana, Suriname en Venezuela. Ze leven tussen 210 en 750 meter hoogte, alwaar ze als acrobaten zo'n tien meter ver kunnen springen. Dit heeft hen de bijnaam vliegende aap opgeleverd. Omdat ze zo hoog in de bomen leven, zijn roofvogels hun enige vijanden. Het is een stil, schuw en rustig dagdier dat zelden zijn stem laat horen. Alleen tijdens de bronsttijd of bij gevaar willen ze zich nog wel geluid geven.
Witgezichtsaki's leven in familieverband en in vrij kleine groepjes. Ze worden tussen de veertien en twintig jaar oud. In het wild leven ze vooral van fruit, maar ook van noten, zaden en bladeren. Insecten (hoofdzakelijk mieren) lusten ze ook graag. Daarnaast houden ze van honing en kleine zoogdieren. Met hun sterke snij- en hoektanden vermalen ze taaiere planten en openen ze noten.
Vrouwtjes zijn na twee jaar geslachtsrijp; de mannetjes na drie jaar. De draagtijd is ruim een half jaar. Een vrouwtje baart vrijwel altijd maar één jong. Zes maanden na de geboorte is het jong volgroeid, maar nog lang niet geslachtsrijp. De moeder is niet de enige die haar jong permanent draagt. De vader ontfermt zich er net zo goed over en als hij niet kan, wordt de zorg verdeeld onder eventuele broers en zussen.

## Voorkomen
Er zijn nooit enorm veel witgezichtsaki's geweest en de dieren leven verspreid over een groot oppervlak, vooral in een aantal beschermde gebieden. Er is geen enkel bewijs dat de soort bedreigd wordt. Vanwege de schuwheid van de witgezichtsaki is de populatie moeilijk te controleren, zodat het niet duidelijk is hoeveel er zijn. De soort staat op de Rode Lijst van de IUCN echter als "Veilig". Er zijn veel dierentuinen die de soort houden.